# Verkehrsvernetzung
Verkehrsvernetzung bezeichnet die Übergänge zwischen verschiedenen Typen von Verkehr. Bereits lange vor der Digitalisierung wurde zum Beispiel Park and Ride eingeführt – ein Beispiel für die Vernetzung vom PKW-Individualverkehr mit dem öffentlichen Nahverkehr. Bahnhöfe, die an Flughäfen errichtet wurden, vernetzen den Bahn- mit dem Flugverkehr. Seit etwa 2010 kamen Ideen der Vernetzung von Autos untereinander und mit ihrer Umwelt wie etwa Ampeln auf. Diese Variante der Verkehrsvernetzung heißt Car2x (englisch Vehicle-to-everything; V2X), mit ihren Ausprägungen Fahrzeug-zu-Fahrzeug (V2V), Fahrzeug-zu-Straße (V2R), Fahrzeug-zu-Infrastruktur (V2I), Fahrzeug-zu-Netzwerk (V2N) und Fahrzeug-zu-Personen (V2P). Die Verkehrsvernetzung hat als Grundlage die Summe aller Verkehrsteilnehmer, eben das Verkehrsnetz.

## Aufgabe
Aufgaben von V2X sind Erhöhung der Verkehrssicherheit, Effizienz der Verkehre und Energieeinsparung. Ein solches Netz ist angeblich erforderlich für autonomes Fahren.

## Ausführung
Als Übertragungsmittel stehen zur Verfügung:
- WLAN und
- ein auf ein Mobilfunknetz gestütztes V2X-Netz, das die standardisierten WLAN-nutzenden Netze überlagert.

Ein Protokoll für ein solches System wurde 2012 vom Institute of Electrical and Electronics Engineers als IEEE 802.11p veröffentlicht. Es unterstützt V2V und V2I (zweckgebundene Nahbereichskommunikation (DSRC)).
2016 veröffentlichte das Partnerschaftsprojekt für 3. Generation (Mobilfunkstandard) eine auf LTE basierende Spezifikation. Diese wird zur Unterscheidung von der auf 802.11p aufbauenden V2X-Technologie als Cellular V2X (C-V2X) bezeichnet. C-V2X unterstützt auch V2N und erlaubt auch die Weiterentwicklung zur Nutzung des Mobilfunkstandards 5G.
Bis Dezember 2017 hat jedoch nur ein europäischer Fahrzeughersteller angekündigt, V2X mit 802.11p ab 2019 zu verwenden.
Studien von 2017 und 2018 besagen, dass C-V2X hinsichtlich Leistungsfähigkeit, Reichweite und Zuverlässigkeit dem Standard 802.11p überlegen ist. Die Studien beziehen sich dabei auf Test in kleinerem Maßstab und Simulationen, wogegen 802.11p seine Funktion auch schon in Massentests in realen Umgebungen bewiesen hat.

## Technologie-Übersicht

### 802.11p
Zweckgebundene Nahbereichskommunikation (DSRC)
Die ursprüngliche Form des V2K nutzt WLAN-Technologie zwischen den Fahrzeugen, die dem Fahrzeug-Ad-hoc-Netz der in der Reichweite des WLANs der anderen sich befindenden Teilnehmer angehören. Da keine Infrastruktur erforderlich ist, ist diese Technik geeignet, zur Verkehrssicherheit in strukturschwachen Gebieten beizutragen. WLAN eignet sich für diese Anwendung auf Grund seiner kurzen Verzögerungszeiten wegen der kurzen Steuersequenzen und der daher geringen Datenmenge. Die Funktechnik ist für die USA in den „IEEE 802.11“-Regeln definiert. In Europa als ITS-G5.

### 3GPP (C-V2X)
Neuere V2X-Lösungen nutzen Mobilfunknetze, die als Cellular V2X (oder C-V2X) bezeichnet werden, um sie von Netzen zu unterscheiden, die WLAN nutzen. Zahlreiche Organisationen der Industrie, wie die 5G Automotive Association (5GAA), werben für die Nutzung von C-V2X, weil es gegenüber dem WLAN-basierten Standard Vorteile aufweist. Nachteile werden jedoch nicht erläutert.
C-V2X wurde ursprünglich als LTE der Version 14 der 3GPP definiert für die Anwendungen V2V, V2I und V2N. Mit der Version 16 wurde die Funktionalität auf die Unterstützung des 5G-Standards erweitert. Eine Eigenschaft von C-V2X ist, dass es, verbunden mit höheren Kosten, auf- und abwärts kompatibel gestaltet ist.
Die Kommunikation zwischen Fahrzeug und Fahrzeug (V2V) und zwischen Fahrzeug und Infrastruktur nutzt die sogenannte PC5-Schnittstelle.
Neben der Kommunikation über die PC5-Schnittstelle ermöglicht C-V2X die reguläre Kommunikation über die Uu-Schnittstelle zur Basisstation des Funknetzes.

## Anwendungen
Die direkte V2V-Kommunikation ermöglicht zahlreiche Sicherheitssysteme, wie:
- Auffahrschutz
- Spurhalteassistent / Überwachung des toten Winkels
- Auffahrwarnung (mit Bremsleuchten)
- Kreuzungsassistent
- Einsatzfahrzeugmelder
- Baustellenwarner
- Kolonnenbildung

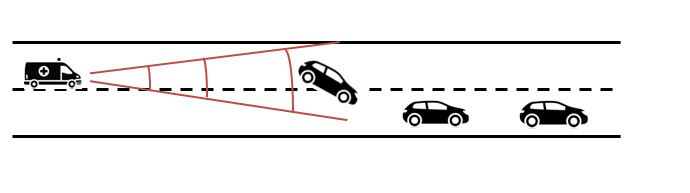
Vorfahrt für Fahrzeuge mit Sonderrechten
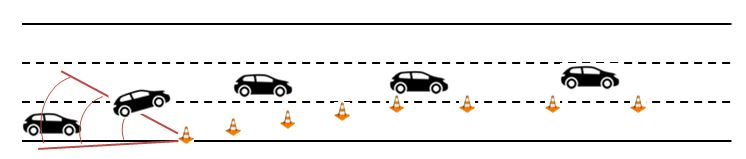
Spurverengung
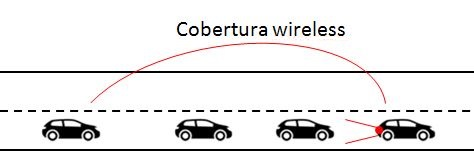
Bremswarnung
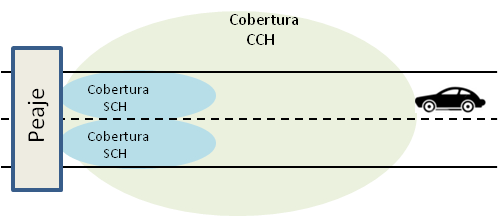
Mautstationsmeldung

In einem Bericht der National Highway Traffic Safety Administration (NHTSA) werden die Anwendungen aufgelistet, die im Rahmen der US-europäischen Standardisierung (ETSI) geplant sind. Frühere Anwendungsbeispiele legten den Schwerpunkt auf Effizienz und Verkehrssicherheit.
Auf mittlere Sicht ist V2X der Schlüssel zu autonomem Fahren, vorausgesetzt, es wird dem Fahrzeugrechner Eingriff auf die Fahrzeugsteuerung gestattet.

## Entwicklung der Standards

### IEEE 802.11p
Das WLAN-basierte V2X baut auf einer Serie von Standards auf, die die ASTM International entworfen hat. Die Reihe der „ASTM E 2213“-Normen befasst sich mit der Funkkommunikation von Fahrzeug-zu-Fahrzeug und von Fahrzeug-zu-Infrastruktur mit hohen Datenraten. Mit der Veröffentlichung 2002 wurde für V2X erstmals der Begriff WAVE gebraucht.
Ab 2004 hat das Institute Electrical and Electronics Engineers (IEEE) damit begonnen, den drahtlosen Zugang zu Fahrzeugen in ihre Normen für WLAN einzubeziehen. 2012 wurde die Norm IEEE 802.11p in die Norm IEEE 802.11 einbezogen.
Um 2007, nachdem sich IEEE 802.11p stabilisiert hatte, begann das IEEE, die Normenreihe 1609x zu entwickeln, mit der die Anwendungen und sicherheitsbezogene Regeln genormt wurden. Hierbei benutzte die IEEE den Begriff WAVE.
Kurz danach begann die SAE International, Normen für V2V zu spezifizieren, das als DSRC bezeichnet wurde. Gleichzeitig gründete das ETSI den Ausschuss für Verkehrstelematik. Das ETSI wählte dafür den Begriff ITS-G5. Alle diese Normen haben IEEE 802.11p als Grundlage.
Zwischen 2012 und 2013 hat die japanische Rundfunk-Standardisierungsorganisation auf der Grundlage von IEEE 802.11 ein V2V und V2I eine Norm für den 700-MHz-Frequenzbereich festgelegt.
2015 veröffentlichte die Internationale Fernmeldeunion eine Zusammenfassung aller V2V- und V2I-Normen weltweit, einschließlich ETSI, IEEE, ARIB und TTA.

### 3GPP
Die Normung von Cellular V2X (C-V2X) wurde 2014 mit der Version 14 der IEEE 802.11p begonnen, aufbauend auf der Nutzung mit LTE und wurde 2016 veröffentlicht. Da es die Nutzung von LTE voraussetzt, wird es auch als LTE-V2X bezeichnet und beschreibt sowohl V2V und V2I als auch V2N.
Mit der Ausgabe 15 wurde die Migration zu 5G ermöglicht. Diese Version ist zur Veröffentlichung im Jahr 2018 vorgesehen.[veraltet]
Mit Ausgabe 16 wird der Funktionsumfang von C-V2X erweitert und die Migration zu 5G einbezogen.
Vergleichende Studien und Analysen zur Wirksamkeit von LTE-V2X PC5 und 802.11.hinsichtlich Unfallvermeidung und Verringerung schwerer und tödlicher Unfälle zeigten, dass LTE-V2X bessere Ergebnisse erzielt. Sie zeigten auch, dass LTE-V2X bessere Zustellraten und eine höhere Reichweite aufweist.
Cellular V2X-Lösungen bieten auch die Möglichkeit, weitere Nutzergruppen, insbesondere Fußgänger und Radfahrer, durch die Nutzung der PC5-Schnittstelle in Smartphones in C-ITS-Systeme einzubeziehen.
Durch die Beschreibung der direkten Kommunikation und der über Funknetze in einer Norm, ist es möglich, dafür in einem einzigen Chipsatz zu verwirklichen. Die Verfügbarkeit solcher Chipsätze fördert darüber hinaus wesentlich die Wirtschaftlichkeit der Nutzung dieser Vernetzungsformen.

## Gesetzliche Regelungen
Die Nutzung von Frequenzen für V2X unterliegt Regelungen durch die entsprechenden Behörden.

### Verlauf

#### Vereinigte Staaten
1999 wies die Federal Communications Commission im Bereich von 5.850–5.925 GHz ein 75-MHz-Band für intelligente Transportsysteme aus.
Seit dieser Zeit arbeitet das Verkehrsministerium der Vereinigten Staaten (USDOT) mit Betroffenen an V2X.
2012 wurde in Ann Arbor mit 2.800 Fahrzeugen (Motorräder, Automobile, Omnibusse und Lastkraftwagen) verschiedener Hersteller mit Ausrüstungen verschiedener Hersteller ein Feldversuch durchgeführt.
Diesen Versuch wertete die National Highway Traffic Safety Administration (NHTSA) als Bestätigung, dass damit die Verkehrssicherheit verbessert werden kann und dass die WAVE-Normen interoperabel sind und veröffentlichte im August 2014 einen Bericht, der der V2V-Technologie die Einführungsreife bescheinigte.
Am 20. August 2014 veröffentlichte die NHTSA im Amtsblatt die Ankündigung der beabsichtigten Regulierung unter dem Hinweis, dass der Nutzen von Verkehrsvernetzung nur erreicht werde, wenn der überwiegende Teil der Verkehrsteilnehmer damit ausgerüstet wird. Wegen des, für frühe Nutzer geringen Vorteils, empfahl die NHTSA die Pflicht zur Einführung.
Am 25. Juni 2015 führte das Repräsentantenhaus der Vereinigten Staaten eine Anhörung durch, bei der die NHTSA und andere Betroffene sich für V2X aussprachen.

#### Europa
Für die Europa-weite Verwendung von V2X war eine Harmonisierung der Frequenzen erforderlich, die durch ITS-G5 ETSI EN 302 571 für Zweckgebundene Nahbereichskommunikation im 5.855–5.925-MHz-Frequenzbereich zugewiesen wurden. Das entsprechende ETSI-Dokument ist ETSI TR 101 788.
Der Beschluss 2008/671/EG der Europäischen Kommission legte das Frequenzband 5.875–5.905 MHz für Sicherheitsanwendungen im Transportwesen (ITS) fest.
2010 wurde die ITS-Richtlinie 2010/40/EU übernommen, um zu gewährleisten, dass ITS-Anwendungen grenzüberschreitend funktionieren. Dazu wurden Bereiche für Folgegesetzgebung bezüglich V2X bestimmt und für die verwendeten Technologien Tauglichkeitskriterien bestimmt.
2014 begann die C-ITS Deployment Platform der industriellen Beteiligten bei der Europäischen Kommission mit der Arbeit an Rahmenbestimmungen für V2X in der EU. In diesen wurden Schlüsselelemente für eine europaweite Sicherheitslösung für V2X (PKI) und für den Datenschutz ebenso wie Vorbereitungen für eine Norm-Migration festgelegt, um gegenseitigen Funk-Störungen zwischen mit ITS-G5 arbeitenden V2X und Mautsystemen vorzubeugen.
Die Europäische Kommission erkannte in ihrem Aktionsplan für 5G die ITS-G5-Technologie als Grundlage, ebenso wie das erklärende Begleitdokument an, um so ein Umfeld zu formen, das aus ITS-G5 und dem von den EU-Mitgliedsstaaten angestrebten Funknetz besteht.
Pilot-Projekte auf EU- oder Einzelstaatenebene sind SCOOP@F, Testfeld Telematik, die Testbett Autobahn, der „Rotterdam – Wien“-ITS-Korridor, Nordic Way, COMPASS4D oder C-ROADS.

## Frequenzbereiche
Die Zuweisung für C-ITS in verschiedenen Ländern:
| Land       | Spektrum (MHz)              | Bandbreite (MHz) |
| ---------- | --------------------------- | ---------------- |
| Australien | 5.855–5.925                 | 70               |
| China      | 5.905–5.925 (Versuche)      | 20               |
| Europa     | 5.875–5.905                 | 30               |
| Japan      | 755,5–764,5 und 5.770–5.850 | 9 und 80         |
| Korea      | 5.855–5.925                 | 70               |
| Singapur   | 5.875–5.925                 | 50               |
| USA        | 5.850–5.925                 | 70               |

## Übergangszeit
Die Einführung der V2X-Technologie (entweder auf C-V2X oder 802.11p aufbauende Produkte) wird allmählich erfolgen.

Als Haupthindernis gelten rechtliche und gesetzliche Fragen. Auch ist es notwendig, dass die meisten Fahrzeuge mit dieser Technik ausgestattet sind, um die Technik wirksam werden zu lassen. Der The Economist sieht, dass das Fahren mit V2X-Technologie mehr durch die Gesetzgebung als durch die Technologie bestimmt wird.
Eine Studie lässt erwarten, dass selbst in der Übergangszeit ein Nutzen hinsichtlich der Verkehrssicherheit zu erwarten ist.

## Verbände
- CAR 2 CAR Communication Consortium
- Institute of Electrical and Electronics Engineers
- 5G Automotive Association
- Cloud Native Computing Foundation

## Pressemitteilungen
- Vernetzter Verkehr v2x: 5G vs. WLAN: China gegen USA und Europa
- 5GAA, BMW Group, Ford and Groupe PSA Exhibit First European Demonstration of C-V2X Direct Communication Interoperability Between Multiple Automakers
- Wie Europa und China um die Technik fürs autonome Fahren kämpfen
- Car2X: Audi, Ducati, Ford und Qualcomm vernetzen sich
- Six C-V2X Demonstrations at 5GAA | C-V2X Workshop for North American Transportation Planning and North American Road Operators
- Ford vernetzt Modelle mit C-V2X-Technik
- Automotive C-V2X ready to roll out globally, says 5GAA at this year’s 2019 MWC Barcelona
- V2X: Telekom und BMW gegen EU-Vorschrift für vernetztes Fahren
- I2V: Metastreet Digitalisiert Straßeninfrastruktur